# Total (Feuerschutz)

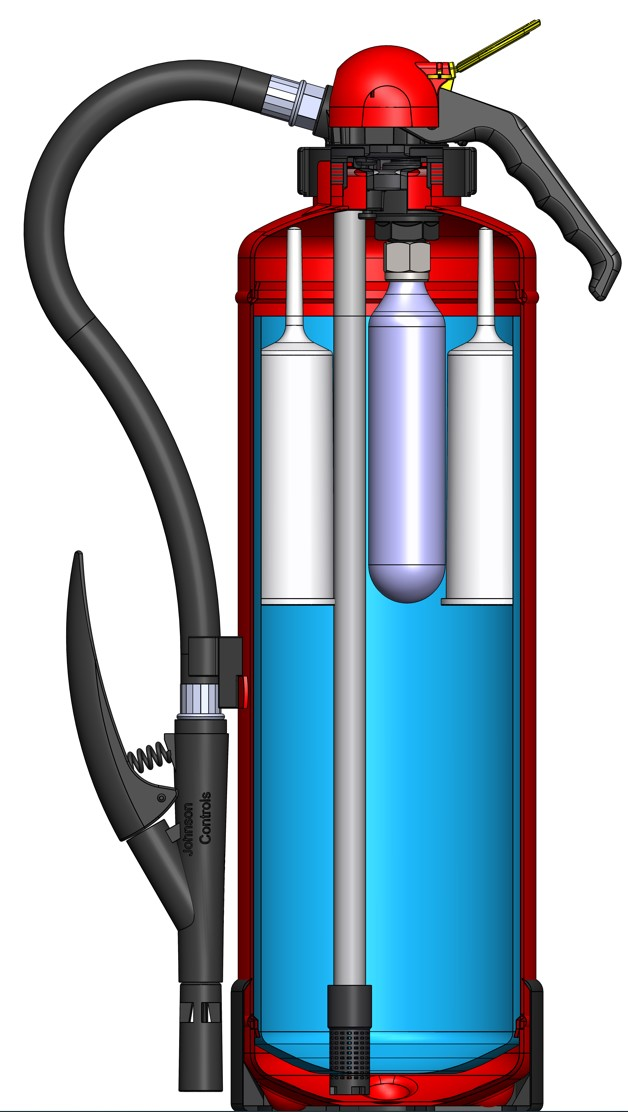
Schnitt durch einen TOTAL Feuerlöscher der Serie SX green K mit Löschmittelkartuschen in reinem Wasser

Die TOTAL Feuerschutz GmbH ist ein deutscher Hersteller mobiler Aufladefeuerlöscher und fahrbarer Löschsysteme für unterschiedliche Anwendungsfälle und Brandklassen. Darüber hinaus ist das Unternehmen als Dienstleister im Brandschutz tätig.

## Geschichte
Das Unternehmen wurde 1912 als Internationale Feuerlösch-Gesellschaft mbH gegründet, sein erstes Produkt war der „Schnell-Trocken-Feuerlöscher“. Dieses Löschgerät wurde 1912 durch das kaiserliche Patentamt in Berlin unter der Patentnummer „277836 v. z. B. 1912 Druckgasfeuerlöscher mit einem als Druckmittel dienenden Löschgas“ patentiert. Es kann als Vorläufer aller modernen, mobilen Feuerlöscher angesehen werden und revolutionierte damit die Brandbekämpfung.
Nach dem Ersten Weltkrieg bekamen auch die Unternehmen der Feuerlöschbranche erhebliche wirtschaftliche Probleme. Trotz der schwierigen Umstände wurde die Herstellung des Total-Feuerlöschers in Berlin fortgesetzt. Um neue Märkte zu erschließen, wurden im Jahr 1923 erstmals Löschfahrzeuge mit Total-Löschanlagen produziert. Das Komet-Verfahren zur Herstellung von Löschschaum, 1932 durch Clemens Wagner patentiert, wurde durch Total weiterentwickelt. 1936 wurde die Verwaltung und Produktion der Firma Total von Berlin nach Apolda in Thüringen verlegt. Hierzu wurde nach Planung von Egon Eiermann eine ehemalige Textilfabrik umgebaut und erheblich erweitert. Der sogenannte Eiermann-Bau steht heute unter Denkmalschutz.
Nach dem Zweiten Weltkrieg war die Enteignung durch die Sowjets ein herber Schlag für das Unternehmen. In einer „Nacht-und-Nebel-Aktion“ wurden unfertige Produkte, Patente und Zeichnungen aus dem Werk Apolda nach Oberschefflenz in das Rhein-Neckar-Gebiet transportiert. Im Jahr 1948 stieg Walter Becker in das Unternehmen ein, der nach umfangreichen Grundstückskäufen den Firmensitz nach Ladenburg verlegte.
In Ladenburg wurden die Total-Produkte verbessert und weiterentwickelt. Erstmals wurden Feuerlöscher mit Schlauch und Löschpistolen gefertigt. Feuerwehrfahrzeuge mit vollautomatischen Feuerlöschanlagen, die unter anderen in Industriebetrieben, aber auch an Flughäfen eingesetzt wurden, sorgten für volle Auftragsbücher. Ab 1958 wurden in Ladenburg Strahlenmessgeräte gebaut, um die Feuerwehren in Zeiten der atomaren Aufrüstung mit den Geräten auszustatten. Auch die Entwicklung der Löschfahrzeuge für Flughäfen ging weiter. Erstmals wurde im Jahr 1969 ein Flughafenlöschfahrzeug mit 12 Tonnen Löschpulver vorgestellt. Überhaupt wurden Pulverprodukte immer gefragter, daher wurde 1972 im Werk Ladenburg der Pulverturm errichtet. In dem Unternehmen arbeiteten rund 1000 Mitarbeiter.
Auch im Rettungswesen der Schifffahrtsbranche fand Total den Einstieg. Der Löschkreuzer „Weser“ wurde im Jahr 1976 mit 30 Löschstrahlrohren ausgestattet, so dass Schiffsbrände auf der Weser und im Bremer Hafen meist schnell unter Kontrolle gebracht wurden.
Bis 1987 wurde am Standort Ladenburg in neue Gebäude, aber auch in den Löschübungsplatz investiert. Bereits 1980 hatte der Krupp-Konzern das Unternehmen erworben. Aus wirtschaftlichen Gründen wurde 1987 die Produktion der Feuerlöschgeräte an den Standort Köln verlagert.
Seit 1990 wurde das Unternehmen vom Vertrieb über Händler auf Direktvertrieb umgestellt. 1994 wurden die Feuerlöschgeräte GmbH aus Neuruppin (FLN) übernommen, 1998 folgten die Geschäftsanteile der Neuhaus Feuerlöschgeräte GmbH.

Nach der im Jahr 1990 erfolgten Übernahme durch das Unternehmen Wormard International, die wiederum 1991 vom US-amerikanischen Mischkonzern Tyco einverleibt wurde, ist nach Fusion im September 2016 der weltweit operierende Anbieter für Gebäudetechnik  Johnson Controls neuer Eigentümer.

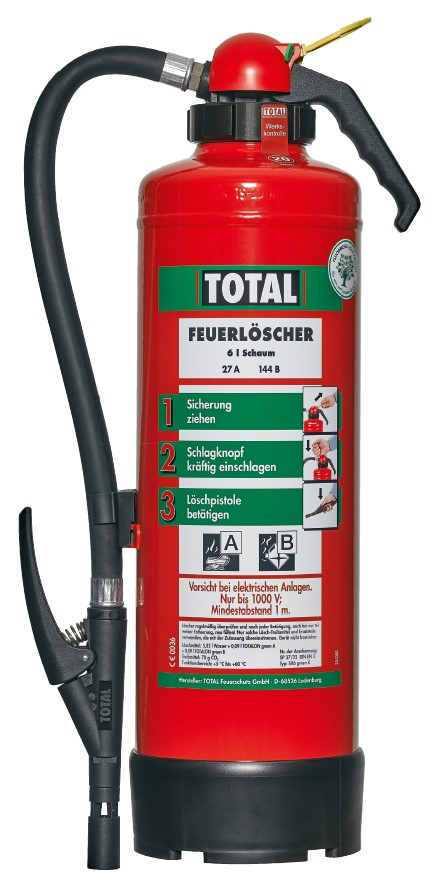
Moderner fluorfreier TOTAL Feuerlöscher der Serie SX green K